# جيني لو كارسون
جيني لو كارسون (13 يناير 1915 – 16 ديسمبر 1978) هو مغنية وكاتبة أغاني كانتري أمريكية، وكانت أول امرأة تؤلف أغنية تتصدر قائمة بيلبورد لأغلني الكانتري. وكانت من أهم كتاب الأغاني في موسيقى الكانتري.

## بدايات حياتها
ولدت فرجينيا لوسيل أوفرستيك في ديكاتور، إلينوي وهي الثانية بين ستة أطفال لهيرشل وهيلين أوفرستيك. احترفت شقيقتها إيفلين وإيفا الغناء أيضا، واتخذت إيفا اسم جودي مارتن وتزوجت المغني ريد فولي.

## المهنة
بدأت كارسون مسيرتها الفنية في سن السابعة عشرة عام 1932، حيث بدأت تغني مع شقيقتيها إيفلين وإيفا في برنامج ناشيونال بارن دانس في إذاعة WLS في شيكاغو. كما اتخذت اسم لوسيل لي بين عامي 1938 و1939.
اتخذت اسم جيني لو كارسون في سبتمبر 1939، حيث بنت لنفسها شخصية المرأة من الغرب المتوحش على غرار آني أوكلي، وتعلمت التصويب بالبندقية ولف الحبل وضرب السوط. قامت بأداء العروض والغناء في جولات رعاة البقر في تكساس.
قامت كارسون بتأليف أغنية "Jealous Heart" لمغني تيكس ريتر، التي وصلت للمركز الثاني على قائمة بيلبورد في عام 1945 وبقيت على القائمة لمدة 23 أسبوعًا، وكذلك “You Two-Timed Me One Time Too Often”، التي غناها ريتر أيضا وصلت المركز الأول في نفس السنة، لتكون أول أغنية كانتري من تأليف امرأة تتصدر القائمة، وبقيت في المركز الأول لمدة 11 أسبوعًا.
ألفت كارسون أكثر من 170 أغنية، وتم إدخالها في قاعة مشاهير كتاب الأغاني في ناشفيل في عام 1971.

## الحياة الزوجية
تزوجت كارسون من ريد بلانشارد، والذي كان زميلها في برنامج ناشيونال بارن دانس، في 16 يوليو 1934 عندما كانت في التاسعة عشرة. وسرعان ما انفصلا وتطلقا بعد ذلك بوقت قصير. تزوجت بعدها بسنتين من ميرل دومولد، في 17 نوفمبر 1936، وكان يكبرها بثلاثة عشر عاما. لم ينجح الزواج وانفصلا بعد سنة تقريبا، لكن لم تتقدم كارسون بطلب الطلاق حتى سبتمبر 1945.
في 1 مايو 1946، تزوجت كارسون من قائد الفرقة وعازف الجاز هاري لورنس هيل (المعروف باسم تايني هيل). كانت شراكة الزوجين ناجحة وقام هيل بأداء العديد من أغاني كارسون. لم يكن زواجهما ناجحًا، وتقدمت كارسون بطلب الطلاق في أبريل 1949؛ وأصبح نهائيًا في 5 يوليو 1949. تزوجت كارسون لرابع مرة في 28 أبريل 1951 من صاحب متجر أدوية في شيكاغو يدعى ويليام نيومان. في غضون عامين انفصل الزوجان وانتقلت كارسون إلى تكساس لتعيش مع والدتها.
توفيت في لوس أنجلس في 16 ديسمبر 1978 عن 63 عام.

## وصلات خارجية
- جيني لو كارسون على موقع IMDb (الإنجليزية)
- جيني لو كارسون على موقع ميوزك برينز (الإنجليزية)
- جيني لو كارسون على موقع قاعدة بيانات الأفلام السويدية (السويدية)
- جيني لو كارسون على موقع أول ميوزيك (الإنجليزية)
- جيني لو كارسون على موقع أول ميوزيك (الإنجليزية)
- جيني لو كارسون على موقع ديسكوغز (الإنجليزية)
- Jenny Lou Carson at the Nashville Songwriters Hall of Fame
- Jenny Lou Carson at the Internet Archive Library